# Metazygia goeldii
Metazygia goeldii är en spindelart som beskrevs av Levi 1995. Metazygia goeldii ingår i släktet Metazygia och familjen hjulspindlar. Inga underarter finns listade i Catalogue of Life.